# Feed Me Weird Things
Feed Me Weird Things ist ein Musikalbum des als Squarepusher bekannten britischen Musikers Tom Jenkinson. Es erschien 1996 auf Rephlex Records und wird den Genres des Drill ’n’ Bass zugerechnet. Es ist das erste Album Jenkinsons unter diesem Pseudonym.

## Musikstil
Das Album gilt als eine der wichtigsten Veröffentlichungen des Genres Drill ’n’ Bass. In vielen Stücken kombiniert Jenkinson harte Drum-and-Bass-Rhythmen mit Jazz- und Funk-Elementen. Ruhigstes Stück des Albums ist Goodnight Jade, das fast völlig auf Beats verzichtet und eher dem Genre des Ambient zuzuordnen ist.

## Titelliste
1. Squarepusher Theme – 6:20
2. Tundra – 7:55
3. The Swifty – 5:20
4. Dimotane Co. – 4:54
5. Smedley’s Melody – 2:33
6. Windscale 2 – 6:35
7. North Circular – 6:08
8. Goodnight Jade – 2:45
9. Theme from Ernest Borgnine – 7:55
10. U.F.O.'s Over Leytonstone – 6:39
11. Kodack – 7:14
12. Future Gibbon – 2:18

In Japan erschien das Album ohne Oricon-Chart-Eintritt am 21. Juni 1997 bei Sony Music Records, einer Tochter von Sony Music Entertainment Japan, und hatte dort zwei Bonus-Tracks, die ursprünglich auf der EP Squarepusher Plays… veröffentlicht wurden
1. Theme From Goodbye Renaldo – 6:01
2. Deep Fried Pizza – 3:48

## Rezeption
Das Album erhielt überwiegend sehr positive Kritiken.
Das deutsche Musikmagazin Intro urteilte:

„Als Haupteinflüsse werden auf dem Waschzettel Leute wie Miles Davis, Jaco Pastorius, Augustus Pablo und Aphex Twin genannt. … Wer gedacht hatte, im Drum & Bass-Bereich sei alles schon mal ausgelotet worden, der sollte sich unbedingt 'Feed Me Weird Things' besorgen, denn hier sind tatsächlich noch ein paar ganz exquisite Innovationen versteckt. Herzhaft beknackte geniale Jazz-Tracks, die mich vollkommen überwältigen.“

Auf der Musikwebsite Allmusic wurde Feed Me Weird Things ebenfalls positiv bewertet. Das Album sei „ziemlich jazzig“ aber deswegen „nicht weniger experimentell als der Klangterrorismus des Aphex Twin“. Das Album sei „schwierig“, aber „letztlich sehr lohnend.“